# カミッロ・シューマン
カミッロ・シューマン（Camillo Schumann, *1872年3月10日 ケーニヒシュタイン‐†1946年12月29日 バート・ゴットロイバ）はドイツの作曲家・オルガニスト。

## 略歴
ザクセンの音楽家の家庭に生まれる。父クレメンス・シューマン1世（1839年‐1918年）は楽長で、兄ゲオルクは作曲家で音楽教育者。夭折した兄アルフレート（1868年‐1891年）はブレーメン・フィルハーモニー管弦楽団のコンサートマスターに就任し、弟クレメンス2世（1876年‐1938年）はシュターツカペレ・ドレスデンのヴァイオリン奏者となった。
他の兄弟と同じく父親から最初の手解きを受け、早くも少年時代から多くの楽器の演奏に習熟した。1889年から1893年まで、短期間ドレスデン音楽院に在籍した後にライプツィヒ音楽院でカール・ライネッケやザロモン・ヤーダスゾーン、ブルーノ・ツヴィンチャー、パウル・ホーマイヤーらに師事。1894年から1895年までベルリンでヴォルデマール・バルギールやローベルト・ラーデケの下で研鑽を積んだ。ベルリン時代に教会オルガニストとして活動を始めており、1896年10月1日にアイゼナハ聖ゲオルク大聖堂の首席オルガニストに就任し、市のWartburgkapelleも兼務した。1906年には、ザクセン大公国音楽監督兼宮廷オルガニストに選任された。
カミッロ・シューマンは、兄ゲオルクや弟クレメンス2世の協力のもとに、アイゼナハでオルガンや室内楽の演奏会を数多く開催し、ヨハン・ゼバスティアン・バッハの生まれ育った町でその音楽作品を伝えることにとりわけ全力を尽くした。1914年にバート・ゴットロイバに引っ越して、住居のそばで教会音楽家としての職務に就くが、しかしながら宮中の職責からは離れて次第に作曲活動に没頭していった。

## 主要作品一覧

### 管弦楽曲
- ラルゲット 作品19a
- ヴァイオリン協奏曲 ニ短調 作品27
- アンダンテと綺想曲 作品36
- 弦楽オーケストラのための3つの小品 作品44
- ヴァイオリンと小オーケストラのための幻想的小曲 （作品番号なし）
- チェロと管弦楽のためのレチタティーヴォ （作品番号なし）
- クラリネットと管弦楽のための幻想的小曲 （作品番号なし）
- 交響的アンダンテ・カンタービレ （作品番号なし）
- ヴァイオリンと管弦楽のためのロマンス （作品番号なし）
- フルートと弦楽オーケストラのための綺想曲 （作品番号なし）
- フルートと弦楽オーケストラのためのセレナーデ （作品番号なし）

### 室内楽曲
- 弦楽四重奏曲 ハ短調 作品41
- 弦楽四重奏曲 ニ長調 （作品番号なし）
- 弦楽四重奏のための2つの小品 （作品番号なし）

- ピアノ三重奏曲 第1番 作品34
- ピアノ三重奏曲 第2番 作品88
- ピアノ三重奏曲 第3番 作品93

- フルート・ソナタ 作品123a
- アルト・フルートとピアノのための4つの練習曲 （作品番号なし）
- フルートとピアノのための6つの易しい練習曲 （作品番号なし）
- 2つのテノール・フルートと2つのヴァイオリンのための2つの小品 （作品番号なし）

- 2つのソプラノリコーダー（またはテノールリコーダー）のための10の練習曲 （作品番号なし）
- 2つのソプラノリコーダー（またはテノールリコーダー）のための3つの練習曲 （作品番号なし）
- 2つのリコーダーとヴァイオリンのための8つの小曲 （作品番号なし）
- 2つのリコーダーとヴァイオリンのための行進曲 （作品番号なし）

- オーボエとピアノのための幻想的小曲 作品31
- オーボエ・ソナタ 作品105
- オーボエとピアノのための3つの小品 作品126a

- クラリネットとピアノのためのセレナーデ （作品番号なし）
- クラリネットとピアノのための2つの小品 （作品番号なし）
- クラリネットとピアノのためのロマンス （作品番号なし）
- クラリネットとピアノのためのロマンス 作品43a
- クラリネットとピアノのための3つの幻想的小曲 作品74
- クラリネットとピアノのための組曲 作品102a
- クラリネット・ソナタ 第1番 作品112
- クラリネット・ソナタ 第2番 作品134
- クラリネット・ソナタ 第3番 （作品番号なし）

- イングリッシュホルンのための2つの小品 作品80
- イングリッシュホルンとピアノのための組曲 作品129a

- ファゴットとピアノのためのロマンス （作品番号なし）

- ワルトホルンとピアノのための3つの練習曲 作品82
- ホルン・ソナタ 第1番 作品118b
- ホルン・ソナタ 第2番 （作品番号なし）

- ヴァイオリン・ソナタ 第1番  （作品番号なし）
- ヴァイオリン・ソナタ 第2番 作品40a
- ヴァイオリン・ソナタ 第3番 作品78
- ヴァイオリン・ソナタ 第4番 作品124
- ヴァイオリン・ソナタ 第5番 作品151
- ヴァイオリンとピアノのための3つの練習曲 作品17
- ヴァイオリンとピアノのための2つの小品 作品35
- ヴァイオリンとピアノのためのロマンス 作品118
- ヴァイオリンとピアノの3つの小品 作品122
- ヴァイオリンとピアノのための6つの小品 作品139
- ヴァイオリンとピアノのための2つの小品 作品146
- ヴァイオリンとピアノのための3つの練習曲 （作品番号なし）
- ヴァイオリンとピアノのための2つの小品 （作品番号なし）
- ヴァイオリンとピアノのための8つの練習曲 （作品番号なし）
- ヴァイオリンとピアノのための2つの小品 （作品番号なし）

- ヴァイオリンとオルガンのための4つの小品 作品109
- ヴァイオリンとオルガンのための悲歌 （作品番号なし）

- 2つの無伴奏ヴァイオリン曲 作品96
- 3つの無伴奏ヴァイオリン曲 作品132

- ヴィオラとピアノのためのロマンス 作品14b

- チェロとピアノのためのロマンス （作品番号なし）
- チェロ・ソナタ 第1番 作品59
- チェロ・ソナタ 第2番 作品99
- チェロ・ソナタ 作品118a
- チェロとピアノのための2つの小品 （作品番号なし）
- チェロとオルガンのためのアダージョ （作品番号なし）

### ピアノ曲
- 6つの性格的幻想的小曲 作品12a
- 青少年のための5つの指導用小品 作品14
- 3つのピアノ曲 作品15a
- ワルツ形式による8つの抒情的音詩 作品18
- テューリンゲンの森のスケッチ 作品23
- 青少年のための6つの小練習曲 作品28
- 10のピアノ曲 作品39
- 4つのピアノ曲 作品45a
- 8つの幻想的小曲 作品45b
- 4手のためのピアノ組曲 作品50
- 四季 作品56
- 6つのピアノ曲 作品63
- 5つのピアノ曲 作品66
- 家庭音楽 作品71
- 2つの教育用小品《クリスマス幻想曲》 作品86
- 8つの幻想的小曲 作品97
- 4つのピアノ曲 作品102
- ピアノ曲集 作品116
- 4つのピアノ曲 作品120
- 5つのピアノ曲 作品127
- 6つのピアノ曲 作品129
- 8つのピアノ曲 作品136
- 5つのピアノ曲 作品141
- ピアノ組曲 作品144
- テクラのための6つのピアノ曲 作品145
- 4つのピアノ曲 作品149
- ピアノのためのソナチネ （作品番号なし）
- アルバムブラット （作品番号なし）
- 無言歌（作品番号なし）
- Miscellen （作品番号なし）
- 3つの性格的小品 （作品番号なし）
- 家庭音楽 （作品番号なし）
- 6つの性格的小品 （作品番号なし）
- 12の練習曲 （作品番号なし）
- 6つのピアノ曲 （作品番号なし）
- 6つの易しいピアノ曲 （作品番号なし）
- 12の性格的小品 （作品番号なし）
- 4つのピアノ曲 （作品番号なし）
- 8つのピアノ曲 （第1集） （作品番号なし）
- 8つのピアノ曲 （第2集） （作品番号なし）
- ダンスの歌 （作品番号なし）
- 8つの幻想的小曲 （作品番号なし）
- ピアノ曲集 （作品番号なし）
- ピアノのためのスケルツォ （作品番号なし）
- 主題と12の変奏 （作品番号なし）

### オルガン曲
- オルガン・ソナタ 第1番 作品12 ニ短調
- オルガン・ソナタ 第2番 作品16 変ロ長調
- オルガン・ソナタ 第3番 作品29 ハ短調
- オルガン・ソナタ 第4番 作品67 ヘ長調
- オルガン・ソナタ 第5番 作品40（自筆譜にはop. 87と記入）  ト短調
- オルガン・ソナタ 第6番 作品110 イ短調
- 2つのコラール幻想曲 作品8
- 「われらが堅き砦」による幻想曲とフーガ 作品10
- 歌曲「私に千の舌があったなら」の終曲  Postludium zu dem Liede "O dass ich tausend Zungen hätte" 作品22
- 四つの易しいソステヌートの練習曲 作品83
- 演奏会用コラール前奏曲とフーガ 作品100
- 2つの前奏曲とフーガ 作品123
- コラール前奏曲 作品126
- コラール前奏曲 作品131
- コラール前奏曲 作品135
- 10のコラール前奏曲 作品142
- コラール前奏曲 作品148
- 2つのコラール前奏曲 （作品番号なし）
- 14のコラール前奏曲 （作品番号なし）
- 14の易しいコラール前奏曲 （作品番号なし）
- コラール前奏曲 （作品番号なし）
- 10のコラール前奏曲 （作品番号なし）
- オルガンのための16のフーガ （作品番号なし）

### ハルモニウムのための楽曲
- ハルモニウム・ソナタ 作品103

- ハルモニウムのための組曲 （作品番号なし）
- ハルモニウムのための組曲 第1番 作品26
- ハルモニウムのための組曲 第2番 作品37
- ハルモニウムのための組曲 第3番 作品43
- ハルモニウムのための組曲 第4番 作品119
- ハルモニウムのための組曲 第5番 作品157

### 合唱曲
- 乙女が緑の中で座ってる Mägdlein saß im Wald und Moos 作品25
- 合唱のための6つの陽気な歌曲 作品33
- 合唱のための5つの歌曲 作品37a
- ほめ歌の詩篇 Lobgesang-Psalm 作品70
- 合唱のための6つの歌曲 作品73
- 合唱のための2つの歌 作品87

### 歌曲
- 3つの歌曲 作品1
- 3つの宗教的歌曲 作品11
- 2つの歌曲 作品13
- 聖餐式（作品番号なし）
- 歌曲集（全15曲、作品番号なし）